# Fly DBA
Pour les articles homonymes, voir BAG et DBA.

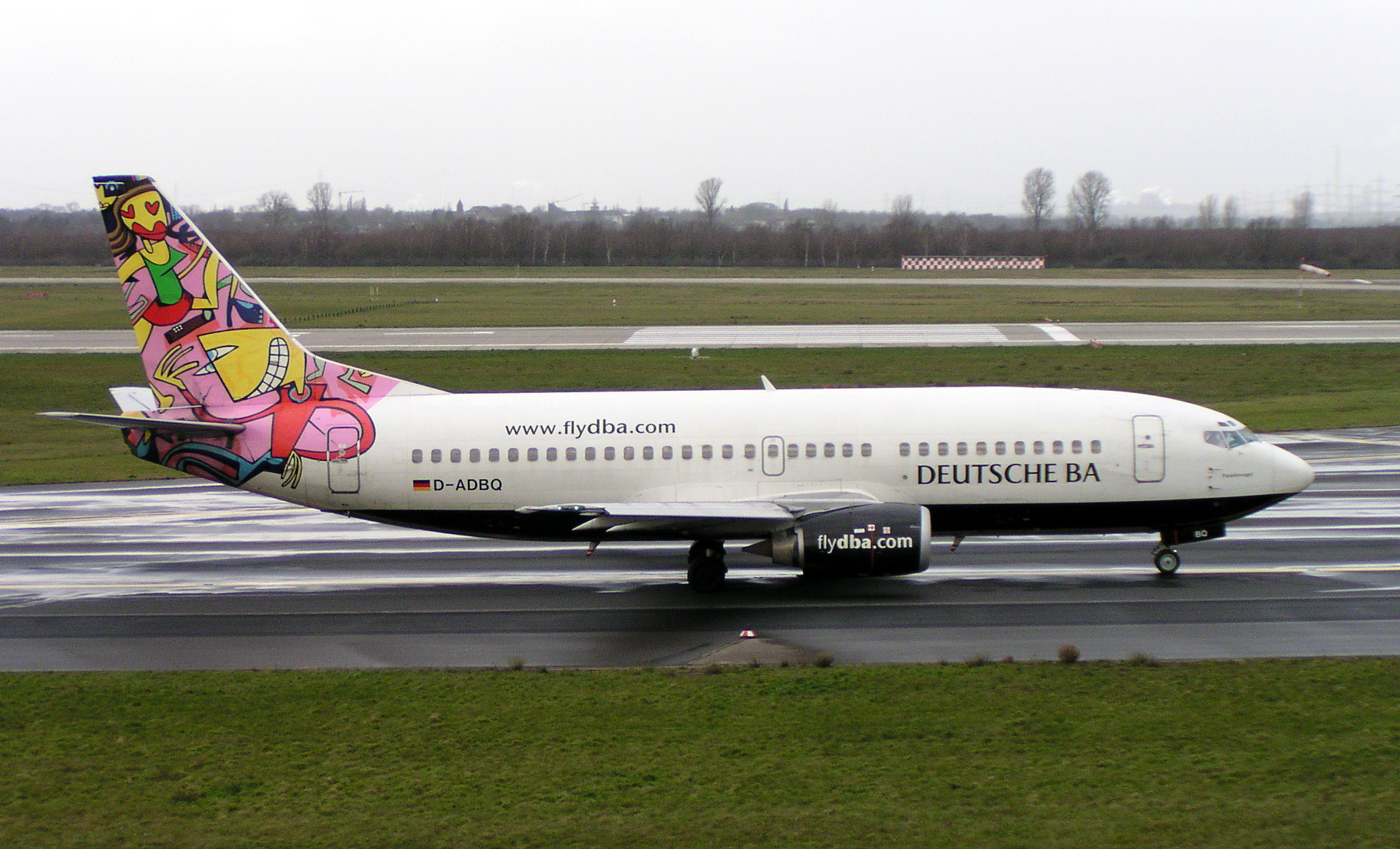
Boeing 737-300 de la compagnie Fly DBA

Fly DBA (nom commercial flydba.com) (Code AITA : DI ; code OACI : BAG) était une compagnie aérienne allemande à bas coûts.
Le nom complet de la compagnie était dba Luftfahrtgesellschaft mbH et son siège était basé à Munich. dba signifie Deutsche BA.
En France, elle desservait l'aéroport de Nice.
Le 30 novembre 2008, la compagnie mère Air Berlin dissout la DBA et intègre ses avions à sa propre flotte.